# Dinamo
Dinamo je električni generator, ki proizvaja enosmerni tok z uporabo komutatorja. Dinami so bili prvi generatorji, ki so proizvajali električni tok za industrijo. Prav tako so bili osnova za elektične motorje, alternatorje in rotacijske konverterje. Danes se za generiranje električnega toka večinoma uporablja generatorje, ki proizvajajo izmenični tok, ker imajo večji izkoristek (čez 95%), so bolj zanesljivi in cenejši. Slabost pri dinamu je komutator, ki se obrablja. Tudi pojav cenejših usmernikov, ki spreminjajo izmenični tok v enosmernega. 
Beseda dinamo izhaja iz grščine: dinamis - moč. Po svetu se kdaj uporablja ta termin namesto generator. Kdaj se za majhne generatorje na kolesih, ki ustvarjajo tok za luči, uporablja termin dinamo, čeprav proizvajajo izmenični tok in so v bistvu magneto.
Dinamo pretvarja mehansko delo v električno energijo s pomočjo rotirajočih navitij in magnetnega polja. Ta pojav pojasnjuje Faradayev indukcijski zakon. Dinamo ima nepremikjaoči stator, ki ima konstantno magnetno polje in rotirajoče navitje imenovano armatura. Premikanje žice v magnetnem polju proizvaja električni tok v žici. Na majhnih napravah se za konstantno magnetno polje uporablja trajne magnete, na velikih pa elekromagneti.

## Delovanje dinama
Ko se žica vrti v magnetnem polju se spremeni smer toka vsakega pol obrata, zato se tudi v dinamu sprva proizvaja izmenični tok, zaradi tega je potreben komutator, ki pretvarja izmenični tok v pulznega enosmernega - v bistvu rotirajoče stikalo, ki je nameščeno na osi motorja in s vrti skupaj z njim. Po komutatorju drsijo ščetke, preko katerih se zaključuje električni tokokrog med rotorskim navitjem in zunanjimi priključki. Ščetke so narejene iz grafita, zato se sčasoma obrabljajo in jih je potrebno po določenem času obratovanja zamenjati.
Prvi dinami so za magnetno polje uporabljali trajne magnete, od tod ime "magneto električne naprave" ali samo "magneto".. Kasneje so inženirji odkrili, da se z uporabo elektromagnetov na statorju, da proizvesti močnejše magnetno polje in s tem večjo moč. Te naprave so imenovali "dinamo električne naprave" ali samo "dinamo". Magnetno polje na statorju so sprva vzpodbudili z uporabo manjšega dinama ali magneto naprave. Wilde in Siemens sta ugotovila, da je možna samovzpodbuditev s tokom, ki ga generira dinamo. To je vodilo do precej močnejšega magnetnega polja in večje moči.